# Michiko Matsuda
Michiko Matsuda (松田 理子 Matsuda Michiko?), född 26 oktober 1966, är en japansk tidigare fotbollsspelare.
Michiko Matsuda debuterade för japans landslag den 6 september 1981 i en 0–4-förlust mot England. Hon spelade 45 landskamper för det japanska landslaget. Hon deltog bland annat i fotbolls-VM 1991.